# أوفكوم
أوفكوم OfCom هي هيئة تنظيمية للاتصالات في المملكة المتحدة تأسست في أبريل 2003.